# Complexo Hospitalar Universitário Professor Edgard Santos
O Complexo Hospitalar Universitário Professor Edgard Santos (COMHUPES, Complexo HUPES ou Hospital das Clínicas) é um complexo de saúde brasileiro integrante da Universidade Federal da Bahia (UFBA) e situado em Salvador, município capital do estado da Bahia. Tem a função de prestar assistência à saúde da população, formar recursos humanos voltados para as práticas de ensino, pesquisa e assistência e produzir conhecimentos em beneficio da coletividade.
Foi fundado em novembro de 1948 a partir do primeiro hospital universitário do estado da Bahia e então o maior e mais avançado hospital da capital baiana. Seu nome homenageia o primeiro reitor da Universidade Federal da Bahia, Edgard do Rêgo Santos, principal idealizador do hospital desde sua atuação como diretor da Faculdade de Medicina da Bahia.
Em vista da assistência à população, confere 289 leitos, 130 consultórios, 16 unidades de internação, 295 médicos, 199 enfermeiros e 46 especialidades médicas, com funcionamento 24 horas para os setores de internação e realização de exames. Em vista do seu papel enquanto hospital universitário, atua como campo de prática exclusivo para estudantes de graduação nas áreas de saúde da UFBA e como instituição de residência médica pela Empresa Brasileira de Serviços Hospitalares (Ebserh) e UFBA. Para tanto, contempla 17 salas de aula, três auditórios, doze laboratórios de pesquisa e 149 professores de medicina. Desde 2013, o complexo e a Maternidade Climério de Oliveira (MCO), que não faz parte do COMHUPES, passaram a ser administrados pela Ebserh.
O programa de pós-graduação e residência médica do COMHUPES inclui: Anestesiologia; Cirurgia Geral; Clínica Médica; Dermatologia; Genética Médica; Ginecologia e Obstetrícia; Infectologia; Medicina de Emergência; Medicina de Família e Comunidade; Medicina do Trabalho; Medicina Intensiva; Neurocirurgia; Neurologia; Oftalmologia; Ortopedia e Traumatologia; Otorrinolaringologia; Patologia; Pediatria; Psiquiatria; Radiologia e Diagnóstico por Imagem; Radioterapia; Cancerologia Cirúrgica; Cancerologia Clínica; Cancerologia Pediátrica; Cardiologia; Cirurgia de Cabeça e Pescoço; Cirurgia do Aparelho Digestivo; Cirurgia Pediátrica; Cirurgia Plástica; Cirurgia Vascular; Coloproctologia; Endocrinologia e Metabologia; Endoscopia; Gastroenterologia; Geriatria; Hematologia e Hemoterapia; Mastologia; Nefrologia; Nutrologia; Pneumologia e Urologia.

## Estrutura
O Complexo HUPES é formado de três edifícios distintos:
- Hospital Universitário Professor Edgard Santos (HUPES) — popularmente conhecido como Hospital das Clínicas, compreende o hospital propriamente dito, fundado em 1948, apresenta estrutura em forma de H, com 4 enfermarias dispostas em cada "asa", direita e esquerda, posterior e anterior.
- Centro Pediátrico Professor Hosannah de Oliveira (CPPHO) — antigo Centro de Hidratação e Reabilitação Infantil, criado em 1980, num comodato entre a UFBA e o Instituto Nacional de Assistência Médica da Previdência Social (INAMPS). Atua como ambulatório pediátrico e centro de vacinação infantil.
- Ambulatório Professor Francisco Magalhães Neto (AMN) — inaugurado em setembro de 1996, ampliado, modernizado e reinaugurado em dezembro de 2000, é anexo ao HUPES e consta com a maior parte dos consultórios do complexo.